# Сартагуда
Сартагуда (ісп. Sartaguda) — муніципалітет в Іспанії, у складі автономної спільноти Наварра. Населення — 1407 осіб (2009).
Муніципалітет розташований на відстані близько 230 км на північний схід від Мадрида, 80 км на південний захід від Памплони.

## Демографія
Динаміка населення (INE ):